# Nazionale maschile di hockey su prato della Bielorussia
La nazionale di hockey su prato della Bielorussia è la squadra di hockey su prato rappresentativa della Bielorussia, nata nel 1991 dallo scioglimento dell'Unione Sovietica.

## Partecipazioni

### Mondiali
- 1994 – 12º posto
- 1998 – non partecipa
- 2002 – non partecipa
- 2006 – non partecipa
- 2010 – non partecipa
- 2014 – non partecipa
- 2018 – non partecipa

### Olimpiadi
- 1992-2008 - non partecipa

### Champions Trophy
- 1991-2008 - non partecipa

### EuroHockey Nations Championship
- 1995 - 9º posto
- 1999 - non partecipa
- 2003 - non partecipa
- 2005 - non partecipa
- 2007 - non partecipa